# Virányos (Budapest)
A Virányos Budapest egyik városrésze a XII. kerületben.

## Fekvése
Határai észak felől, az óramutató járása szerint: Budakeszi út a Kuruclesi úttól – Szilágyi Erzsébet fasor – Kútvölgyi út – Csermely lépcső – Csermely út – Zugligeti út – Kuruclesi út a Budakeszi útig.
Főbb belső útjai: Virányos út, Szarvas Gábor út, Dániel út.

## Története
Döbrentei Gábor 1847. évi dűlőkeresztelője alkalmával az addigi német Sauwinkel (Zugliget) egyik, virágos részét így nevezték el. 1849. május 6-án reggel Görgei Artúr, a szabadságharc katonai vezetője a Remetéhez címzett városmajori vendéglőből a Laszlovszky-majorba helyezte át főhadiszállását. 1849. május 10-én innen költözött át a nagy-sváb-hegyi Óra-villába, mivel a majorból nem lehetett a hadszíntérre látni. Ezt a történetet Jókai Mór is megírta A kőszívű ember fiai című regényében. 1927-ben a Virányos-Kútvölgyi Gazdasági és Kulturális Egyesület a Hadimúzeum kezdeményezésére emléktáblát állított ennek emlékére.
Az 1850-es években a majort Szekrényessy József, Széchenyi István munkatársa, Pest kulturális életének szervezője bérelte. Szekrényessy fellendítette a major életét. Jelentős vagyonát kulturális és társas összejövetelek szervezésére fordította. A Laszlovszky-majorban fürdőt építtetett, majd 1852-ben kölcsönkönyvtárt és olvasószobát hozott létre. A vendégeket saját szervezésű omnibuszjárata vitte ki a majorhoz.
1989. augusztus 14-én megnyitotta befogadó táborát a Magyar Máltai Szeretetszolgálat a német menekültek ellátására a Virányoson.

### A virányosi tisztviselőtelep

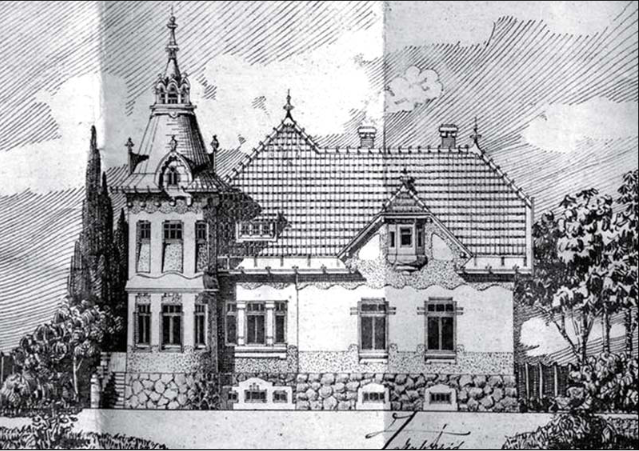
Dániel utca 2 szám tervrajza

A Dániel út és Kiss Áron utca környékén épült fel a virányosi tisztviselőtelep az 1910-es években. Az építkezés beruházója a Virányosdűlői Tisztviselő Lakházépítő Szövetkezet volt. A legtöbb házat Jakab Árpád műépítész tervezte. Az eredetileg parcellázott telkek közül 27 telek beépítéséről lehet tudni. A 15/2013. (IV. 30) önkormányzati rendelet által helyileg védetté nyilvánította épületek a telepen: Dániel út 2., 4., 5/d, 6., 8., 10., 16., 22., Kiss Áron utca 5., 9., 16., 18., Szarvas Gábor út 18 szám. 

### Zugligeti Egyesület
1892. július 13-án alakult egyesület, melynek alapító elnöke Sigray Pál, alapító titkára és pénztárosa Eperjessy István. Az egyesület küldetésnyilatkozata: „Az egyesület czélja a Zugliget iránti érdeklődés felébresztése és terjesztése, valamint anyagi és magyar kulturális érdekeinek előmozdítása, lakossága között a társadalmi élet élénkítése. E czélját az egyesület akként igyekszik elérni, hogy egyrészt a Zugliget szépítését, a körülményekhez képesti rendezését, kocsi- és gyalogutak, ösvények létesítése által a közlekedést előmozdítja, útmutatók, térképek kiadásával stb., másrészt pedig a társadalmi élet társas összejövetelek, tánczvigalmak, hangversenyek, felolvasások, társas kirándulások stb. rendezése által élénkíti.” 

#### Az egyesület kiadványai
Eperjessy István: Zugliget és vidéke 

#### Az egyesület elnökei
Sigray Pál (1892)
Manninger Vilmos (1932)
Krizsán György (1989) 

## Intézmények
- Itt található a Moholy-Nagy Művészeti Egyetem, ami bár a Zugligeti úton található, a városrészeket tekintve a Virányoshoz tartozik.[8]

## Közlekedés
A Virányosig közlekedő lóvasút első járata 1868. június 30-án indult. A lóvasút végállomásának épületét 1885–86-ban építették.

## Vendéglátás

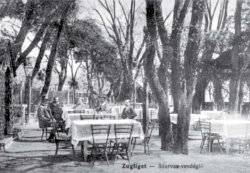
Szarvas vendéglő

Az erdélyi fatányérosáról híres Szarvas vendéglőről kapta nevét a Szarvas utca 1899-ben. (A mai Zugligeti út 10 szám helyén állt). A hagyomány szerint a Szarvasban egy kénes meleg vizű forrás által táplált fürdő is a vendégek kényelmét szolgálta. Később Klóze Róbertné Schmidt Etel tulajdonába került.[forrás?] Felújítása és 200 főt is vendégül látó fogadóvá alakítása után 1911-ben nyitotta meg a kapuit, 1928-ig működött.[forrás?]

## Képtár

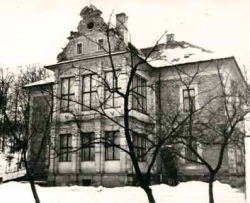
A Laszlovszky-majorház
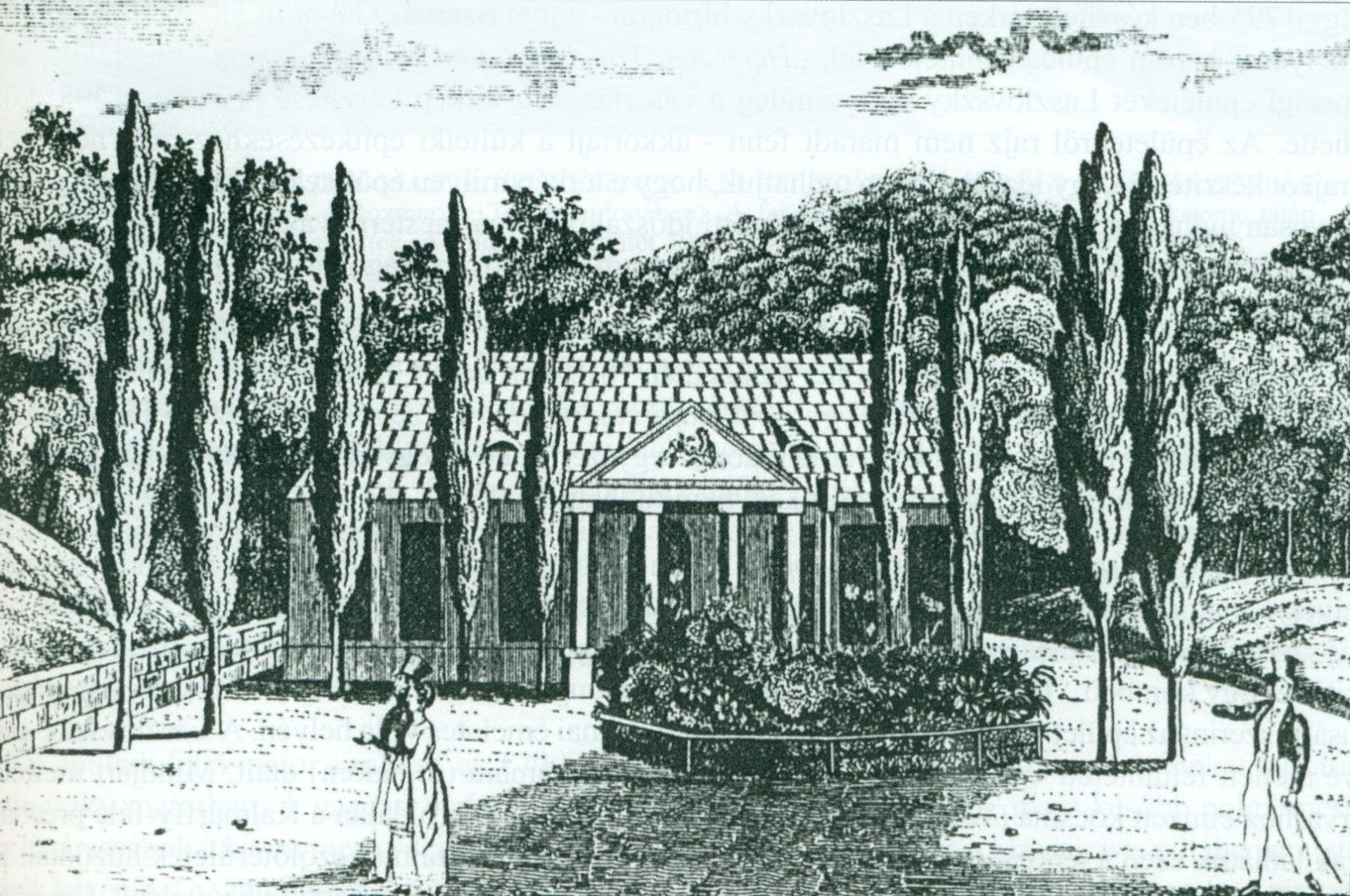
A Laszlovszky-major az 1840-es években
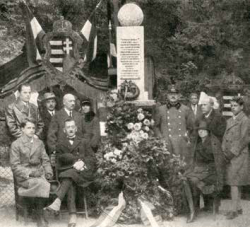
Emléktábla-avatás a Laszlovszky-majorban
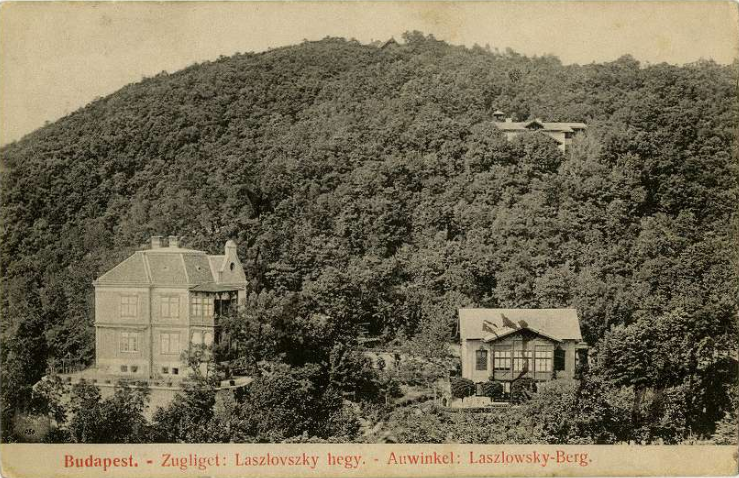
A Laszlovszky-hegy (ma Hunyad-orom) a Laszlovszky-majorból